# Edmar Bacha
Edmar Lisboa Bacha  (Lambari, 14 de fevereiro de 1942) é um economista brasileiro. Participou da equipe econômica que instituiu o Plano Real, durante o governo Itamar Franco. Desde 2003 é diretor do think tank Casa das Garças, instituição dedicada a estudos e debates de economia, no Rio de Janeiro. É membro da Academia Brasileira de Ciências desde dezembro de 2010. Tomou posse como membro da Academia Brasileira de Letras em 7 de abril de 2017, na cadeira 40. É sobrinho da poetisa Henriqueta Lisboa.

## Biografia
Descendente patrilinear de libaneses, é considerado um dos "pais" do Plano Real. Completou seu doutorado em economia nos Estados Unidos, obtendo o título na Universidade Yale, com uma tese sobre a política brasileira do café e o mercado internacional do café.

### Carreira acadêmica
Ganhou notoriedade acadêmica ao escrever a fábula da "Belíndia", na qual argumentava que o regime militar estava criando um país dividido entre os que moravam em condições similares às da Bélgica e aqueles que tinham padrão de vida indiano. Foi um dos principais responsáveis pela coordenação do departamento de economia da PUC-Rio, considerado um dos melhores cursos de graduação em economia do país.

### Vida pública
Na vida pública, participou do Plano Cruzado, na década de 1980, como presidente do IBGE. Retirou-se do governo José Sarney quando este decidiu, logo após as eleições, manipular os índices de preços.  Uma vez que se ativou o "gatilho salarial", o plano fracassou, o que fez o Brasil "perder 10 anos" de sua história econômica, segundo Bacha.
Edmar Bacha retornou à vida pública no governo Itamar Franco, quando propôs a Fernando Henrique Cardoso (FHC), então ministro da Fazenda, um novo plano para controlar a inflação.  Sem o aval do FMI, o plano foi um sucesso, garantindo a eleição de FHC para a Presidência da República, em 1994.  Bacha permaneceu no governo durante dez meses, como presidente do BNDES.  Depois, encerrou sua passagem pela vida pública e se tornou consultor do banco de investimento Banco BBA.  Desde 2003, é diretor do Instituto de Estudos de Política Econômica da Casa das Garças, um think tank no Rio de Janeiro.

### Carreira literária
Em novembro de 2016, foi eleito para a Academia Brasileira de Letras, e tomou posse em 7 de abril de 2017.

## Prêmios e indicações
Em 2013 ganhou em 1º lugar o Prêmio Jabuti na categoria economia, administração e negócios.
- Belíndia 2.0: fábulas e ensaios sobre o país dos contrastes pela Editora Civilização Brasileira

Em 2014 ficou em 2º lugar no Prêmio Jabuti na categoria economia, administração e negócios.
- O Futuro da Indústria no Brasil[11] pela Editora Civilização Brasileira

Novamente em 2017 na mesma categoria concorrendo ao Prêmio Jabuti Edmar termina em 2º lugar.
- A crise fiscal e monetária Brasileira obra publicado pela Editora Civilização Brasileira